# Starlink
Starlink és la marca comercial d'una xarxa de satèl·lits de comunicació per donar Internet de forma global operada per la companyia aeroespacial nord-americana SpaceX. Proporciona cobertura d'accés a Internet per satèl·lit a més de 56 països. També té com a objectiu el servei global de telefonia mòbil després del 2023. SpaceX va començar a llançar satèl·lits Starlink el 2019. Al maig de 2023, Starlink consta de més de 4.000 satèl·lits petits produïts en massa en òrbita terrestre baixa (LEO), que es comuniquen amb transceptors terrestres designats. En total, es preveu desplegar prop de 12.000 satèl·lits, amb una possible ampliació posterior a 42.000. SpaceX va anunciar arribar a 1,5 milions de subscriptors el maig de 2023. La instal·lació de desenvolupament de satèl·lits SpaceX a Redmond, Washington, allotja els equips de recerca, desenvolupament, fabricació i control de l'òrbita de Starlink.
Els astrònoms han plantejat la seva preocupació sobre l'efecte que la constel·lació pot tenir en l'astronomia terrestre i com els satèl·lits s'afegiran a un entorn orbital ja congestionat. Els satèl·lits estan equipats amb propulsors Hall alimentats amb criptó o argó que els permeten desorbitar al final de la seva vida. A més, els satèl·lits estan dissenyats per evitar col·lisions de manera autònoma i sense problemes basats en dades de seguiment enllaçades.

## Característiques de la xarxa
Està previst que hi hagi dues constel·lacions superposades i sincronitzades amb característiques diferents: 7.518 dispositius treballant en banda V i 4.425 dispositius treballant en bandes Ku i Ka.
Es creu que els satèl·lits seran de mida petita i poc pes (100 a 500 kg) i la constel·lació tindrà més de 4.000 d'aquests satèl·lits en una òrbita a 1100 km d'alçada. Els satèl·lits estaran connectats entre ells mitjançant una connexió òptica per làser i antenes en fase a les bandes Ka i Ku.
L'objectiu de l'empresa és poder produir en massa els satèl·lits, de manera que els costos de fabricació de cada unitat siguin molt més baixos que els costos de fabricació dels satèl·lits actuals.
La xarxa no està dissenyada per competir amb la xarxa Iridium, ja que aquesta proporciona connexió des de dispositius petits i portables, mentre que la xarxa Starlink està dissenyada per connectar estacions fixes usant antenes de fase planes que seguiran als satèl·lits.
La xarxa no farà servir el protocol IP, sinó un protocol propi anomenat Starlink P2P.

## Satèl·lits de prova
Els dos primers satèl·lits per provar el concepte i la tecnologia de la xarxa proveïdora d'Internet van ser els nomenats Microsat 1a i Microsat 1b. Estava previst posar-los en òrbita el 2015, però el seu llançament va ser cancel·lat.
El 2018 es va anunciar que aprofitant el llançament d'un satèl·lit espanyol (satèl·lit "Paz") es llençarien dos nous satèl·lits de prova per la constel·lació, anomenats originàriament Microsat 2a i Microsat 2b i rebatejats finalment per Tintin A i Tintin B.
Els dos satèl·lits de prova estan en una òrbita circular a 625 km sobre la Terra amb una alta inclinació que s'espera que duri de 6 mesos a 1 any.
Diferents veus identificaven aquest projecte amb una cadena d'unes 30 llums en moviment vistes des de Barcelona o València el 5/3/2020.